# Lumber City (Georgia)
Lumber City es un pueblo ubicado en el condado de Telfair en el estado estadounidense de Georgia. En el censo de 2000, su población era de 1.247.

## Demografía
En el 2000 la renta per cápita promedia del hogar era de $18,555, y el ingreso promedio para una familia era de $25,568. El ingreso per cápita para la localidad era de $12,271. Los hombres tenían un ingreso per cápita de $22,802 contra $17,031 para las mujeres.

## Geografía
Lumber City se encuentra ubicado en las coordenadas 31°55′48″N 82°41′1″O / 31.93000, -82.68361 (31.930033, -82.683723).
Según la Oficina del Censo, la localidad tiene un área total de 5 km² (1,9 mi²), de la cual 5 km² (1,9 mi²) es tierra y 0 km² (0 mi²) (0.00%) es agua.